# Anita Oxburgh
Anita Oxburgh, född 22 september 1943 i S:t Matteus församling, Stockholm, är en svensk filmproducent. Hon är också bland annat manusförfattare, rådgivare och exekutiv producent. Hon driver sedan 1991 det egna bolaget Migma Film, och har producerat ett stort antal kort- och långfilmer. Vidare har varit ordförande för bland annat Wift Sverige.

## Filmografi

### Manus
- Stockholm, My Love (2017)[2]

### Producent
Nedan presenteras ett urval av filmer som Oxburgh varit producent för:
- Sagan om pappan som bakade prinsessor (1993)[2]
- Granskogen i våra hjärtan (1994)[2]
- Stannar du så springer jag (1995)[2]
- Bengbulan (1996)[2]
- I skuggan av solen (1996)[2]
- Offerstenen (1996)[2]
- Rallaren (1996)[2]
- Tiden är ingen rak sträcka (1996)[2]
- The Stars We Are (1998)[2]
- Några frågor om boxning (1999)[2]
- Respect! (2000)[2]
- Risk (2000)[2]
- Skicka mera godis (2001)[2]
- Hus i helvete (2002)[2]
- Jag reder mig nog (2003)[2]
- Mellanrum (2003)[2]
- Min första kärlek (2003)[2]
- En tant försvinner (2004)[2]
- Flickan som slutade ljuga (2004)[2]
- Det är svårt att flytta vuxna katter (2005)[2]
- Fantomsmärta (2005)[2]
- I Love America (2007)[2]
- Gud, lukt och henne (2008)[2]
- Varg (2008)[2]
- Rosenhill (2009)[2]
- The Sexual Monologues (2011)[2]
- Isolerad (2012)[2]
- The Man Behind the Throne (2013)[2]
- Stockholm, My Love (2017)[2]